# MC2 HYBRID
Pour les articles homonymes, voir MC2 (homonymie).
La technique MC2 Hybrid permet de transformer un véhicule « classique » en véhicule hybride.

## Technique
La technique hybride développée par l'entreprise MC2 fut présentée en première mondiale au 79e Salon International de Genève (2009).
Cette chaine de propulsion transforme un petit véhicule classique en hybride rechargeable sur secteur.
Autonomie : 60 km en mode électrique, puis, au-delà de cette distance le mode hybride s'enclenche afin de recharger les batteries en roulant, permettant ainsi une autonomie moyenne de 700 km.

## Prototypes
Le premier prototype équipé de cette technique fut réalisé sur base d'un SLC K200.
Ce prototype SLC 200 Hybrid fut ensuite présenté en première mondiale au 79e Salon International de Genève (2009).

## Équipe du projet SLC 200 Hybrid
Le projet fut réalisé très rapidement grâce au travail de plusieurs partenaires :
- Damien Biro
- Axel Biro
- Gilles Schaefer
- Pierre Ruszczynski
- Fernand Machado
- Sebastien Poinas[5]
- Jonathan Poinas[6]

## Prix & Récompenses
L'entreprise MC2 est lauréat 2009 de :
- Grand Prix du Concours Lépine - Trophée et Médaille d’Or[7]
- Grand Prix des Inventeurs M6 Boutique la chaîne
- Prix de la Chambre de Commerce et d’Industrie de Paris – Grande Médaille d’Argent